# Вещерът (сериал)
„Вещерът“ (на английски: The Witcher) е американски фентъзи сериал, базиран на едноименната поредица от романи на полския писател Анджей Сапковски.
Първият сезон е пуснат по Netflix на 20 декември 2019 г. и се състои от осем епизода. Още преди премиерата му е обявено, че сериалът е подновен за втори сезон, чиито снимки ще започнат в началото на 2020 г. в Лондон. През септември 2021 г. е подновен за трети сезон. 

## Продукция

### Кастинг
През септември 2018 г. е обявено, че Хенри Кавил ще играе ролята на Гералт от Ривия. Той е избран измежду 200 други актьори.

### Заснемане
Снимките на първия сезон започват на 31 октомври 2018 г. в Унгария и приключват през май 2019 г.